# Superman
|  | Superman er også en single fra Eminem, se Superman (Eminem) |
Superman (engelsk for overmenneske) er en amerikansk tegneseriefigur fra det amerikanske forlag DC Comics. Han optrådte første gang i bladet Action Comics nr. 1 i 1938 og betragtes generelt som den første figur med de egenskaber, der kendetegner den moderne superhelt.
Figuren er en fiktiv superhelt, som blev skabt af Joe Shuster og Jerry Siegel for forlaget National Comics (det nuværende DC Comics), og har efterfølgende optrådt i diverse radioføljetoner, tvserier, film, og videospil.
I Danmark udgives Superman af Egmont Serieforlaget.

## Fiktiv biografi
Superman blev født som Kal-El på planeten Krypton. Som spæd blev han af sin far Jor-El sendt til jorden i en raket, få øjeblikke før Krypton eksploderede. Raketten landede uden for byen Smallville, hvor Kal-El blev opdaget og adopteret af det barnløse ægtepar Jonathan og Martha Kent, der gav ham navnet Clark Kent. Efterhånden som han voksede op, opdagede han sine overmenneskelige kræfter og besluttede sig for at bruge dem til at hjælpe andre. Ved at optræde i et kostume holder han sin identitet som Clark Kent hemmelig.
Som voksen flyttede Superman til storbyen Metropolis, hvor han i sin hemmelige identitet arbejder som journalist på avisen Daily Planet sammen med Lois Lane, som han gennem tiden har haft et romantisk forhold til. I den nuværende udgave af serien er Lois og Clark gift.
Blandt hans fjender finder man Lex Luthor, Braniac, og Zod.

## Superman på film
Tim Daly og George Newbern er Supermans mest kendte amerikanske stemmer i animerede serier, animationsfilm og videospil, mens Lars Thiesgaard giver ham dansk stemme i samtlige tegnefilm.
Desuden spilles han af Christopher Reeve i filmen Superman og dens efterfølgere, mens at Henry Cavill spiller ham i DC Extended Universe.